# Космос-293
Космос-293 је један од преко 2400 совјетских вјештачких сателита лансираних у оквиру програма Космос.
Космос-293 је лансиран са космодрома Тјуратам, Бајконур, СССР, 16. августа 1969. Ракета-носач Р-7 Семјорка (рус. Семёрка) (8К71, НАТО ознака SS-6 Sapwood) са додатим степеном је поставила сателит у орбиту око планете Земље. Маса сателита при лансирању је износила 5900 килограма. Космос-293 је био осматрачки сателит.